# 1756
1756 (MDCCLVI) var ett skottår som började en torsdag i den gregorianska kalendern och ett skottår som började en måndag i den julianska kalendern.

## Händelser

### Februari
- Februari – På grund av konflikt mellan politikerna och det svenska kungaparet byts kronprins Gustavs lärare ut.

### Maj
- 1 maj – Den Diplomatiska revolutionen inleds genom det första fördraget mellan Frankrike och Österrike i Versailles.
- 26 maj – Namnstämpeln med kung Adolf Fredriks namnteckning börjar användas då kungen vägrar att skriva på papper.

### Juni
- 21 juni – Drottning Lovisa Ulrika förbereder en statskupp, genom att pantsätta några juveler, som inte är hennes, men planerna avslöjas.

### Sommaren
- En sjöunion mellan Sverige och Danmark sluts, för att skydda handelsskepp på Nordsjön.

### Juli
- 23 juli – Åtta av de ledande personerna i drottningens sammansvärjning avrättas, däribland Erik Brahe, den påstådde ledaren.

### Oktober
- 14 oktober – Danmark och Osmanska riket undertecknar ett vänskaps- och handelsavtal.[1]

### Okänt datum
- Det svenska kungaparet erhåller en varning, Riksakten, vilken varnar dem för att försöka fler statskupper, eftersom de då kommer att avsättas. I och med drottningens kuppförsök avskaffas Vitterhetsakademien.
- Blücher, den preussiske befälhavaren i slaget vid Waterloo, går i svensk krigstjänst i svenska Pommern.
- Den utbyggda skärgårdsflottan bryts ut ur örlogsflottan och förläggs under namnet Arméns flotta till Stockholm och Sveaborg.
- Import av kaffe förbjuds i Sverige och förbud mot husbehovsbränning införs.
- Den svenska skärgårdsflottan, Arméns flotta, byter namn till Skärgårdsflottan.
- Sjuårskriget utbryter.

## Födda
- 27 januari – Wolfgang Amadeus Mozart, österrikisk tonsättare [2].
- 2 mars – Vincent-Marie Viénot de Vaublanc, fransk politiker.
- 3 mars – William Godwin, brittisk filosof, samhällskritiker och författare.
- 12 maj – Maria Pellegrina Amoretti, italiensk jurist, den första kvinnan i Italien som tagit examen i juridik.
- 18 maj – Aurelius Ignaz Fessler, ungersk historiker.
- 20 juni – Joseph Martin Kraus, tysk-svensk tonsättare och hovkapellmästare.
- 21 oktober – Philippine Engelhard, tysk poet.

## Avlidna
- 24 juni – Olof Celsius d.ä., svensk botaniker, språkforskare, runforskare och präst.
- 27 december – Barbara Christine von Bernhold, tysk politisk rådgivare.

### Fotnoter
1. ↑  ”Danish Business Delegation to Turkey”. Royal Danish Ministry of Foreign Affairs. Arkiverad från originalet den 1 juni 2011. https://web.archive.org/web/20110601122436/http://www.ees.dk/db/files/praesentationsbrochure_tyrkiet.pdf. Läst 11 december 2010.  ”Trade between our two countries can be dated centuries back. In 1756 Denmark and The Ottoman Empire signed a treaty on commerce and friendship, which paved the way for closer ties both human and commercial between our two people...”
2. ↑  ”Det hände i dag”. http://webnews.textalk.com/se/calendar.php?id=9747&type=month&ds=20101205&list=true.